# تونبرگینول ایی
تونبرگینول ایی (به انگلیسی: Thunberginol E) با فرمول شیمیایی C۱۶H۱۴O۶ یک ترکیب شیمیایی با شناسه پاب‌کم ۱۰۰۴۰۵۶۹ است. که جرم مولی آن ۳۰۲٫۲۷ g/mol می‌باشد. 